# Gilles Barbier
Pour les articles homonymes, voir Barbier.
Gilles Barbier de Preville ou Gilles Barbier, né le 6 février 1965 à Port-Vila au condominium des Nouvelles-Hébrides (aujourd'hui Vanuatu), est un artiste contemporain et plasticien français qui vit et travaille à Marseille.

## Biographie

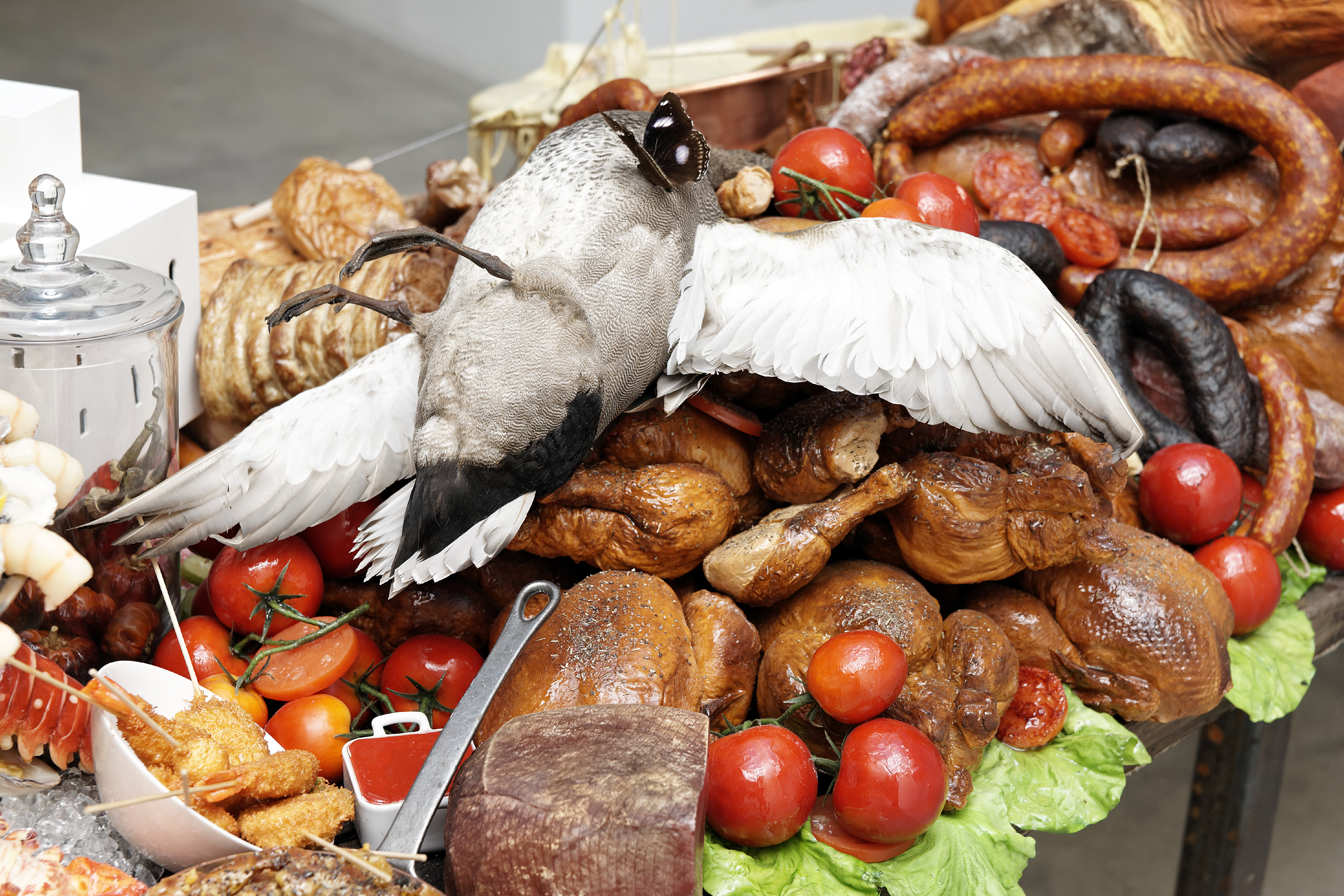
La Table du festin (détail de l'œuvre), 2013, Technique mixte,

Gilles Barbier a passé sa jeunesse sur l'archipel mélanésien, avant d'arriver en France en 1985 à l'âge de vingt ans. Il s'inscrit à la faculté de lettres d'Aix-en-Provence (université de Provence) puis entre aux beaux-arts à Marseille-Luminy. Il participe en 1992 à l’émergence de la Friche Belle de Mai via la création d’Astérides, structure de résidence d’artistes,.
Marqué par son enfance au Vanuatu, ses références à ce lieu sont nombreuses ; forêts luxuriantes, mers transparentes, paires de tongs et motifs tropicaux, reviennent incessamment.
Gilles Barbier se fait connaître par son travail autour des pages du dictionnaire dans de grands formats, y compris de nombreuses illustrations,,.
L'artiste est connu pour produire des clones de cire basés sur sa propre image, et une grande partie de son travail est inspirée par son plaisir de la science-fiction et de la bande dessinée,. En 2000, première exposition institutionnelle en France : "La meute des clones trans-schizophrènes", commissaire : Benoît Decron, Musée de l’Abbaye de Sainte-Croix, aux Sables d'Olonne.
En 2005, Gilles Barbier est nommé pour le prix Marcel-Duchamp.
Plusieurs expositions monographiques (en 2006 au Carré d'art de Nîmes, en 2008 avec l’exposition « Le Cockpit, le Vaisseau, Ce que l’on voit depuis le hublot », à l’espace Claude Berri) et de participations à des expositions importantes en France et à l’étranger (« La Force de l'art #2 » en 2009, « Vraoum », art contemporain et bande dessinée en 2009 et « Tous cannibales » en 2011 à La Maison rouge).
Il participe en mai 2011 à l’exposition Paris-Delhi-Bombay au centre Georges-Pompidou, où il présente une installation sous le titre The game of life.
La critique d'art Alexia Guggémos fait une plaidoirie en faveur du travail de Gilles Barbier dans le cadre du Prix AICA de la critique d'art en 2017 au Palais de Tokyo à Paris.
Pour le musée Soulages, en 2021, Gilles Barbier rassemble cinq installations appelées "Machines de production" auxquelles s’ajoute une production spécifique d’une installation rappelant les premières images du film 2001 Odyssée de l’Espace (Stanley Kubrick): des chimpanzés perplexes, agités, surpris par la chute d’un objet non Identifié. Un travail entre intelligence artificielle et automates.

## Style
Gilles Barbier part d'idées, de constats, de plaisanteries, pour décliner en série, en suivant des protocoles qu'il se fixe, des œuvres proliférantes.

## Œuvres
- Comment mieux guider notre vie au quotidien, 1995, Vêtements, bois peint, papier, dimensions variables, Collection MJS, Paris
- Le Pied tendre, 1995 Techniques mixtes Dimensions variables Courtesy Georges-Philippe & Nathalie Vallois, Paris
- L'Orgue à pets, 1996, Techniques mixtes, Courtesy Galerie Georges-Philippe et Nathalie Vallois, Paris
- Polyfocus 1999, Cire, vêtements, résine, techniques mixtes, dimensions variables, collection MNAM, Centre Georges Pompidou, Paris
- Clone femelle 1999, Cire, 170 × 65 × 30 cm, Collection privée, Paris
- '*L'Ivrogne, 1999-2000, Mannequin en cire, assemblage d’objets, 600 × 300 × 300 cm, collection MAC/VAL, musée d’art contemporain du Val-de-Marne[17]'Les Parasites, 2000, Technique mixte, dimensions variables, Collection particulière, Athènes
- Produit dérivé, 2000, Cire, vêtements, technique mixte, 190 × 51 × 28 cm, Collection privée, Paris
- The dog 2001, Cire, vêtements, résine, encre sur papier, 172 × 75 × 40 cm, Collection privée, États-Unis
- Aaaah !, 2001,Cire, résine, 190 × 240 × 105 cm, Collection Katia Lazarew, Paris
- Candidat à l'immigration 2002, Technique mixte, 165 × 105 × 85 cm, Collection particulière, Courtesy Galerie Georges-Philippe & Nathalie Vallois
- Paysage Mental (Loch Ness), 2003, Technique mixte, dimensions variables, Courtesy Galerie Georges-Philippe et Nathalie Vallois, Paris
- Sans Titre (méga maquette), 2006, Technique mixte sur papier. 15 éléments chacun 112 × 105,2 cm, collection de l'artiste
- La Révolution à l'envers, 2007, Technique mixte, cire, cheveux, vêtements, bois. 310 h x 210 x 170 cm. Le Cockpit, 2007,Technique mixte, 309 h x 465 x 225 cm
- Two Worm Holes, 2007 Gouache sur papier. 140 × 250 cm
- Rubber landscape, 2007, Acrylique sur calque polyester, 2 éléments : chacun 140 × 250 cm, Courtesy Galerie Georges-Philippe et Nathalie Vallois, Paris
- Banana Head (traumatic insemination), 2010, Résine rose et peinture, 33 x 38 x 30
- Still Tongues, 2013, Technique mixte, 32 x 39 x 50
- La Table du festin (détail de l'œuvre), 2013, Technique mixte, 165 × 390 × 115 cm, collection Barbier-Müller
- Planqué dans l'atelier (Les plantes), 2015, photographie couleur, 100 × 200 cm, Courtesy Galerie Georges-Philippe et Nathalie Vallois, Paris
- De "Minage" à "Naufragé" 2016, Encre et gouache sur papier, 210 × 209,5 cm
- Hawaiian ghost 12, 2019, Gouache sur papier, 190 × 160 cm
- Dans L 'I.A. (les câbles les étincelles) #3, 2020, Technique mixte sur calque acrylique, 190 × 190 cm

Non daté
- Sans titre (Le Terrier), Gouache sur papier, 6 éléments : chacun 123 × 189 cm, Courtesy Galerie Georges-Philippe et Nathalie Vallois, Paris

### Expositions individuelles
- « Gilles Barbier : Machines de production », Musée Soulages, Rodez, 2021[15]
- « Travailler le dimanche », Hangar à bananes, Nantes, 2021
- « Entre, dans, derrière, sous, sur... », Galerie Georges-Philippe et Nathalie Vallois[18], Paris, 2020
- « Machines de production », Musée Soulages, Rodez, 2020
- « Disobey orders, Save the artists », The American Gallery (Manifesta 13), Marseille, 2020
- « Laughing at clouds », Galerie The Chimney, New-York, 2019
- Galerie municipale Julio-González, Arcueil, 2018
- « Artist Impression », Galerie Georges-Philippe et Nathalie Vallois, Paris, 2017
- « World Wide Wave », Villa Beatrix Enea, Anglet 2017
- « Echo System », MMCA - Musée national d'art moderne et contemporain, Séoul 2016
- « Écho Système », exposition monographique, Friche Belle de Mai, Marseille, 2015
- Galerie Georges-Philippe et Nathalie Vallois[18], Paris, 2013
- « Six Short Stories of the Dice Man », Galerie Georges-Philippe et Nathalie Vallois,(Project Room), Paris, 2012
- « Gilles Barbier » Galerie Georges-Philippe et Nathalie Vallois, 2013
- « Six Short Stories of the Dice Man » Galerie Georges-Philippe et Nathalie Vallois, 2012
- « Gilles Barbier » Pavillon Blanc, centre d'art, Colomiers, 2011
- « There is no Moon without a Rocket », Galerie Georges-Philippe et Nathalie Vallois[18], Paris, 2010
- « Wreck, Loop & Ignition », Twig Gallery, Bruxelles, 2010
- « La Patinoire » Villa Arson, Nice
- « Le Cockpit, le Vaisseau, ce que l'on voit depuis le hublot », Espace Claude Berri, Paris, 2008
- « Gilles Barbier » Galerie Taché-Lévy, 2008, Bruxelles 2008
- « Gilles Barbier » Galerie Georges-Philippe et Nathalie Vallois[18], Paris, 2007[19],[18]
- Carré d'Art, musée d'art contemporain de Nîmes, commissaire : F. Cohen, 2006
- Exposition des nommés du prix Marcel-Duchamp, Foire internationale d'art contemporain de Paris, 2005
- « Gilles Barbier », Kunstverein Freiburg, Fribourg, 2004
- « Gilles Barbier », Galerie Georges-Philippe et Nathalie Vallois, Paris, 2003
- « Le Bénévolat dans l'action », Galerie Georges-Philippe et Nathalie Vallois[18], 2001
- « Pique-nique au bord du chemin », musée d'art contemporain de Marseille, 2001
- « Gilles Barbier », Rena Bransten Gallery, San Francisco, 2001
- « One Man Show », Galerie Georges-Philippe et Nathalie Vallois[18], 2000
- « La Meute des clones transchizophrènes », Musée de l'abbaye Sainte-Croix, Les Sables-d'Olonne, 2000
- « Copywork », commissaire : Diana C. du Pont, Santa Barbara Museum of Art, Santa Barbara
- « Clones », Henry Art Gallery, Seattle, 1999
- « Environnements corrigés », Espai Lucas, Valence, 1999
- « Hyper désir », Galerie Georges-Philippe et Nathalie Vallois[18], 1999
- « Aux armes, etc. », Kunstlerwerkstatt, Munich, 1998
- « L'Autre », 4e Biennale d'art contemporain, 1997
- « Containerize », Kunst-Werke, Berlin 1997
- « Les Pages Roses : Eine Kopie der Welt von A-Aa », Offenes Kulturhaus, Linz, Autriche, 1996
- « Comment mieux guider notre vie au quotidien », Galerie Georges-Philippe et Nathalie Vallois[18], Paris, 1995

### Expositions collectives
- The Treasyry Room II (2019), gouache sur papier, est exposé dans le cadre de l'exposition Les Choses. Une histoire de la nature morte au musée du Louvre du 12 octobre 2022 au 23 janvier 2023, parmi les œuvres de l'espace nommé « Accumulation, échange, marché, pillage »[20].
- « Disobey orders, Save the artists », The American Gallery (Manifesta 13), Marseille, 2020
  - « Les Extatiques », Esplanade de Paris La Défense, Paris 2020
  - « Le Vaisseau », Galerie Georges-Philippe et Nathalie Vallois, Paris, 2020
  - « Le rêve d'être artiste », Palais des Beaux-Arts de Lille, 2019
  - « Now is the time », Biennale de Whuzen, Chine 2019
  - « La lune », Grand Palais, 2019
  - « L' Or », Musée des Civilisations de l'Europe et de la Méditerranée (MUCEM), Marseille, 2018
- « De Nature en Sculpture », Fondation Villa Datris, 2017[21]
- « Carambolages », Grand Palais (Paris) 2016
- « Dis moi voir », Fonds régional d'art contemporain Grand-Large-Hauts-de-France (FRAC) Dunkerque, 2016
- « Chercher le garçon », Musée d'Art contemporain du Val-de-Marne (MACVAL), Vitry-Sur-Seine, 2015
- « Tu dois changer ta vie ! », Tri Postal, Lille, 2015
- « Le Festin II », Musée national d'Art moderne, Paris, 2014
- « As I run and run, Hapiness come closer », Fondation Emerige, Paris, 2014
- « La Grande Accélération », Biennale de Taïpei, Taïwan 2014
- « Habiter le monde », Biennale de Busan, Corée du Sud, 2014
- « De leur temps (4) : Regard croisés sur la jeune création », Musée d'Arts de Nantes, Nantes 2013
- « Babel », Palais des Beaux-Arts de Lille, 2012
- « Babel » Botanique, Bruxelles, 2012
- « La Tentation du hasard, 7e Biennale de Montréal, Canada, 2011
- « Paris-Delhi-Bombay... », Centre Pompidou, Paris, mai-septembre 2011
- « The World in the Body, Medicine, Life & Art from Wellcome Collection », Musée d'Art Mori, Tokyo, 2009
- « La Force de l'art (2) », Paris, Grand Palais, 2009
- « Vraoum! Bande dessinée et Art contemporain », La Maison Rouge, Paris , 2009
- « Prêt à Porter », Kasseler Kunstverein, Cassel, Allemagne 2008
- « Stardust ou la dernière frontière », Musée d'Art contemporain du Val-de-Marne, Vitry Sur Seine, 2007
- « De leur temps (2) », Musée de Grenoble, Grenoble 2007
- « La force de l'Art (1)», Grand Palais (Paris), 2006
- « Pratiques de la catastrophe : Burlesques contemporains », Jeu de paume (centre d'art), Paris 2005
- « L'idiotie, Experience Pommery (2) », Domaine de Pommery, Reims, 2005
- « L' Œuvre en programme », CAPC musée d'art contemporain de Bordeaux, 2005
- « Gilles Barbier » , Kunstverein de Fribourg, 2004
- « Doubtiful. Dans les plis du réel », commissariat : Master en métiers et arts de l'exposition, galerie art et essai, université Rennes-II, 2004
- « The American Effect », Whitney Museum of American Art, Paris, 2003
- « (The World May Be) Fantastic », Biennale de Sydney, 2002
- « Presentation of the Collection », Miami, 2002
- « Self- in Material Conscience », Turin, 2002
- Rena Bransten Gallery, San Francisco, 2001
- Galerie Juliane Wellerdiek, Berlin, 2003 et 2001
- « Jour de fête » Centre national d'art et de culture Georges-Pompidou, Paris, 2000
- « Tong n' cheek » Deste Fondation, Athènes, 2000
- Centre d'art de Saint-Fons, 2000
- Galerie Cokkie Snoei, Rotterdam, 1998
- FRAC PACA, Marseille, 1997

## Collections publiques
- Santa Barbara Museum of Art, Santa Barbara, États-Unis
- Fondation ARCO, Madrid, Espagne
- Fonds National d'Art Contemporain, Paris, France
- Centre National des Arts Plastiques, Paris La Défense, France
- Caisse des Dépôts et Consignations, Paris, France
- Musée National d'Art Moderne - Centre Pompidou, Paris, France
- Musée d’Art Moderne de la Ville de Paris, Paris, France
- MAC/VAL, Musée d'Art Contemporain du Val de Marne, Vitry-sur-Seine, France
- Musée d'Art Contemporain (MAC), Marseille, France
- Carré d’Art, Musée d’art contemporain, Nîmes, France
- Frac Corse, France
- Frac Languedoc-Roussillon, France
- Frac Nord Pas-de-Calais, France
- Frac Pays de Loire, France
- Frac Picardie, France
- Frac Provence-Alpes-Côte d'Azur, France
- Frac Rhône-Alpes, France
- Fonds Communal d'Art Contemporain de la ville de Marseille, France

## Ouvrages
- « Entretiens », Paris, éditions du Regard, 192 pages avec 101 reproductions  (ISBN 978 2 84105 38 41) 2019
- « World wide wave », Catalogue d'exposition, villa Beatrix Enea, Anglet, 2017
- « Echo Système », Catalogue d'exposition, Musée national d'art contemporain (Corée du Sud), 2015
- « Festins (textes) », Editions Galerie Georges-Philippe et Nathalie Vallois, 2014
- « Vu d'en bas », Paris, Editions Jannink, coll. « L'art en écrit », 48 p. (ISBN 978-2-916067-91-9 et 978-2-916067-92-6) 2013
- « L'Emmentaliste », Jacques Samson et Winshluss graphisme de Fanette Mellier, Les Requins marteaux, 2012  (ISBN 978-2-84961-116-6)
- « De leur temps. Dix ans de création en France », Édition Archibooks Adiaf, 2010  (ISBN 978-2-35733-109-9)
- « French Connection », par Gauthier Léa, Black Jack Édition,  (ISBN 0- 06-131942-2) 2008
- «72 projets pour ne plus y penser », par During Elie, Édition Cneai,  (ISBN 2-912483-23-9) 2004
- « Gilles Barbier», édition bilingue anglais et allemand, Jrp Ringier, Catalogues et Monographies,  (ISBN 3905701421) 2005 ;  (ISBN 2940271631)  2006
- J. P. A. Akoun, Akoun: répertoire biographique d'artistes de tous pays des XIXe et XXe siècles. CV-XIX-XX, Cote de l'amateur, 2005, 1481 p. (ISBN 9782859174293, lire en ligne), p. 115 2005